# 鉗知王
鉗知王（谥号肅王）（?—521年4月7日），金官伽耶（駕洛国）第9代王（在位:492年 - 521年）。父銍知王、母为邦媛。王妃淑（出忠角干女），子第10代王仇衡王。492年（齐武帝永明十年）即位。521年（北魏孝明帝正光二年辛丑）四月七日崩。